# Thagria bidens
Thagria bidens är en insektsart som beskrevs av Nielson 1977. Thagria bidens ingår i släktet Thagria och familjen dvärgstritar. Inga underarter finns listade i Catalogue of Life.